# Tylophora trichambon
Tylophora trichambon är en oleanderväxtart som beskrevs av Otto Warburg. Tylophora trichambon ingår i släktet Tylophora och familjen oleanderväxter. Inga underarter finns listade i Catalogue of Life.